# Coenagrion resolutum
Coenagrion resolutum (Hagen in Selys, 1876) è una specie di libellula diffusa in tutto il Nord America.

## Descrizione
I maschi hanno il dorso di colore nero e azzurro, con la parte inferiore di colore giallo crema mentre le femmine possono essere di color turchese, verde o marrone. La lunghezza si aggira intorno ai 27,5-30 mm con un'apertura alare di 35 mm. Dopo l'accoppiamento la femmina depone le uova sulle piante acquatiche. Le larve raggiungono lo stadio adulto in circa una settimana.

## Distribuzione e habitat
Diffusa in tutto il Nord America predilige stagni e ambienti paludosi o erbosi nei pressi di fiumi.